# 徒歩橋

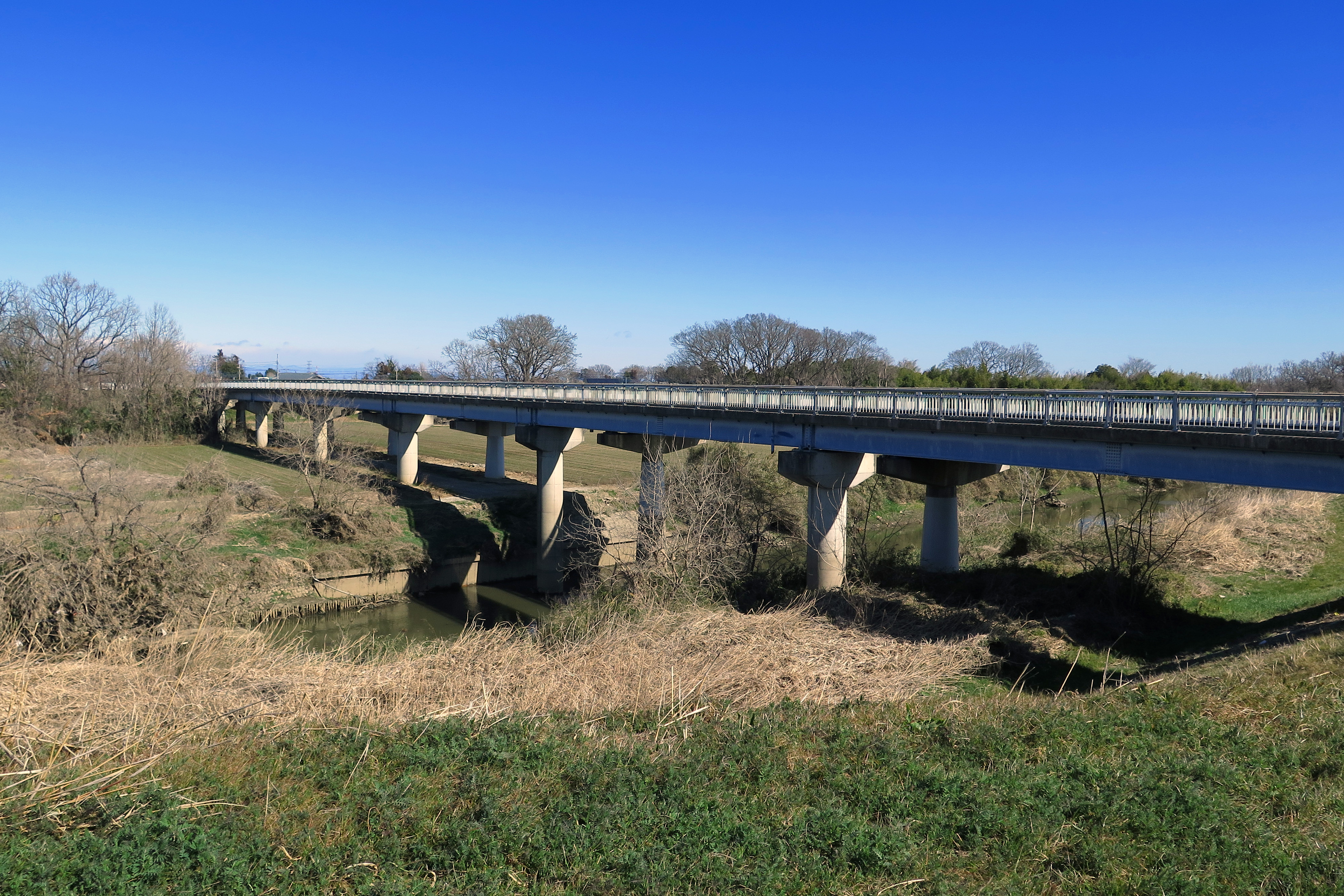
右岸上流側より望む徒歩橋（2018年3月）

徒歩橋（かちはし）は、埼玉県比企郡吉見町大串および同川島町下小見野の間を流れる市野川に架かる埼玉県道76号鴻巣川島線の道路橋である。

## 概要
市野川の最も下流に架かる永久橋の橋であり、上流側の市野川大橋と並び川島町と吉見町との主要な交通路となっている橋で、道路橋と歩道橋が一つずつ架設されている。道路橋は橋長208メートル、幅員7メートルの9径間の単純鋼桁橋である。橋軸が流心に対し直角ではなく、斜角が付けられた斜橋である。橋は車道専用で歩道や路側帯（グリーンベルト）等は設けられていないが、上流側に独立して橋長208メートル幅員2.5メートルの徒歩橋側道橋と称される歩道専用の側道橋が架けられ、歩行者や自転車はそちらを通る。橋の前後は築堤による歩道を備えた取付道路（アプローチ区間）の斜路が設けられている。
東武バスウエストの路線バスの経路（川越03系統）に指定されている。最寄りのバス停留所は吉見側にある「荒子」バス停留所で、川島側には橋と同名のバス停留所もある。
橋の場所は1969年（昭和44年）度より埼玉県が水質測定を行う調査地点のひとつに加えられている。
また、環境省の水質調査の調査地点のひとつでもある。

## 歴史

### 1935年以前の橋
この橋がいつから架けられていたかは定かではないが、野本村（現、東松山市下野本）出身で文人の嵩古香が1858年（安政5年）に草した漢詩『川島堤花見』に「徒士橋」（かちはし）の記述が見出され、幕末頃には既に板橋があったものと考えられている。また、1885年（明治18年）測量の迅速2万分の一地形図では橋の存在が確認できる。橋は1935年（昭和10年）頃に架け換えられ、低水路（河道）のみに架けられた木橋（土橋）の冠水橋であった。

### 1950年の橋
旧橋が1950年（昭和25年）3月に竣工し、架け換えられた。冠水橋ではなく、両岸の堤防の天端どうしを結ぶように抜水橋形式で架けられた全長190メートルで橋脚20基を持つ21径間の木橋（土橋）であった。橋台はコンクリート製である。また川島村と吉見村を結ぶ唯一の交通路であった。左岸側取付道路は堤防に沿ってクランク状の線形であった。バスの通行も可能で1952年（昭和27年）2月より大宮と平方間を運行する東武バスの路線を延長して、東松山までを結ぶ路線バスも運行されていた。
1953年（昭和28年）夏の洪水により中央の橋脚が折れ、橋桁が5寸から1尺程沈下した。これを受けて応急補強工事を実施して3トンの重量制限を課していたが、重量オーバーの通行が常態化していた。
1955年（昭和30年）5月にも橋を通行止めにして腐食の激しい5か所ある橋脚にコンクリートを打ち込む工事を実施した。工事の際の事前調査では橋脚が4、50センチ沈下し橋桁も20センチ座屈していたことが判明し関係者を驚かせた。工事完了後は引き続き3トン以下の重量制限を実施して6月初旬に通行を再開した。橋を調査した工事担当者は、残る15か所ある橋脚も土中では腐朽が進行しており危険な状態だと指摘していたが、橋脚のコンクリート化には1基あたり12万円が必要とされ、工事の予算はつかず松山土木工営所は対応に苦慮した。木橋なので老朽化が著しく、高欄が破損し橋桁は捻じれ蛇のようにくねるなど荒れており、橋の名の通り徒歩でなければ安全に渡れないと地元住民は皮肉交じりに語っていた。
この橋は1965年の新橋の開通後に廃止撤去され、左岸側堤防に遺構として橋台のみ21世紀初頭頃まで残されていた。

### 1965年の橋
旧橋は木橋の橋なので増水時に被害を受けやすく、また、増大する交通量や老朽化により通行が危険な状態となったため、それに対処すべく旧橋の川下側に1962年（昭和37年）に永久橋への架け替え工事に着手、1965年（昭和40年）11月2日に工事が完了した。これが現在の徒歩橋である。橋軸の左岸側がより川下側に大きくずれた斜橋であるため、全長が208メートルとなり、旧橋に比べやや長くなっている。合わせて急カーブしていた左岸側取付道路が改修され、緩い曲線の線形に改良されている。橋には歩道は設置されていなかったが、1991年（平成3年）3月に既設の橋の川上側に平行するように歩行者専用の側道橋が増設されて現在に至る。2016年（平成28年）には耐震補強工事が実施され、2017年3月22日に完了している。
なお川島側の取付道路には歩道は設けられていなかったが、歩道の整備事業が行なわれ、橋の南詰から約120メートルまでの区間に渡り歩道が整備され、工事が2018年までに完了している。さらに南側への歩道の延長も予定されている。

## 周辺
高水敷（河川敷）は左岸側に広くとられている。徒歩橋と交差する市野川は橋の約4キロ下流で荒川と合流している。この辺りの市野川の堤防は、その原型となる吉見領、川島領の大囲堤が慶長年間より設けられていた。両大囲堤に挟まれた狭窄部を流れる市野川は、その東方の現在の荒川ビオトープ付近（川島町芝沼）で荒川に合流していたが、1723年（享保8年）に下流側の現在に近い場所に合流点が付け替えられている。旧流路だった場所は川島町と吉見町との境界を成している。昭和期には合流点がさらに下流側に移設されている。本橋の下流側に架かる橋は全て冠水橋で、荒川の合流点までに松永橋、谷中橋、鳥羽井橋、大福寺橋、大塚橋の5橋が架けられている。
橋北詰より北側取付道路で降りた先には埼玉県道33号東松山桶川線との交差点の「衛生研究所入口」交差点（旧称「吉見高校入口」交差点）が設置されている。
- 埼玉県道158号川島こども動物自然公園自転車道線（自転車歩行者専用道路） - 市野川の右岸堤防の天端を通り、橋の南詰で交差する。かつての川島領大囲堤と概ね一致する。
- さくら堤公園 - かつての吉見領大囲堤の一部[15]。天端を埼玉県道155号さいたま武蔵丘陵森林公園自転車道線が通る。
- 東吉見郵便局
- 富貴ゴルフクラブ
- 友二集落センター（集会所）
- 吉見排水機場 - 河川施設
- 松永河到堰 - 農業用水の取水堰
- 金蔵院
- 大安寺
- 法鈴寺
- 氷川神社
- 八枝神社

## その他
- 徒歩橋は埼玉県のぐるっと埼玉サイクルネットワーク構想に基づき策定された「自転車みどころスポットを巡るルート」の「BIG公園巡りルート」の経路に指定されている[17]。